# Георги Дичев
Георги Съйков Дичев е български юрист. Председател на Камарата на частните съдебни изпълнители.

## Биография
Георги Дичев е роден на 26 юли 1973 година в град София. Завършва средното си образование през 1991 година в 7 СОУ „Свети Седмочисленици“ с разширено изучаване на английски език. През 1995 година завършва специалност „Право“ в СУ „Св. Климент Охридски“.
В периода от 1997 до 1999 година е юрист в отдел „Приемна“ на Президента на Република България. На 1 юли 1999 година започва работа като съдия-изпълнител при Софийския районен съд. На 11 юни 2002 година е сред учредителите на Българския съюз на съдия-изпълнителите (БССИ) и е негов председател до месец декември 2005 година.
На проведеното на 26 ноември 2005 година учредително събрание на Камарата на частните съдебни изпълнители е избран с пълно единодушие за председател на Съвета на камарата, а през януари 2009 година е преизбран за втори мандат.